# Jackalope

Jackalopestaty

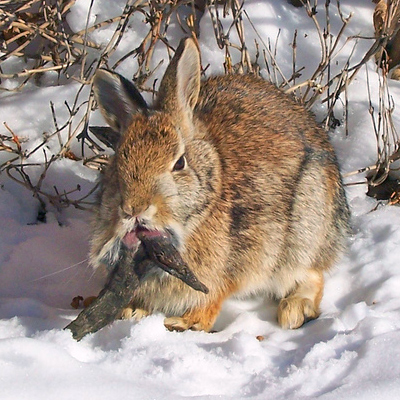
Hare med en hornformad vårta i ansiktet.

En jackalope eller harhjort är en mytologisk varelse som sägs föreställa en korsning av en hare och en antilop (eller hjort). Djuret framställs som en stor hare med horn liknande den amerikanska antilopens. Det engelska namnet kommer från jackrabbit (präriehare) och antelope (antilop). I de nordamerikanska indianernas folktro liknar jackalopen trollharen i nordisk folktro. Enligt folktron ska en flaska whisky kunna locka jackalopen vars mjölk sägs besitta magiska egenskaper.
Bakgrunden till myten är troligen att bomullssvanskaninens papillomvirus kan orsaka stora vårtor som liknar horn. 

## Jackalopen som symbol
Version 9.04 av linuxdistributionen Ubuntu går under namnet Jaunty Jackalope vilket betyder "den käcka harhjorten".
Jackalopen är en symbol för delstaten Wyoming i USA. Enligt New York Times populariserades historien om jackalopen först av Douglas Herrick från Douglas, Wyoming på 1930-talet, och orten kallar sig därför "Home of the Jackalope" sedan 1985.